# Scilla cretica
Scilla cretica là một loài thực vật có hoa trong họ Măng tây. Loài này được (Boiss. & Heldr.) Speta miêu tả khoa học đầu tiên năm 1971.